# KF51 (戦車)
KF51 パンター（ドイツ語: KF51 Panther）は、ドイツのラインメタル社が自社開発した主力戦車。2022年6月13日に、フランスのパリで開催していたユーロサトリ2022の会場で公開された。

## 概要

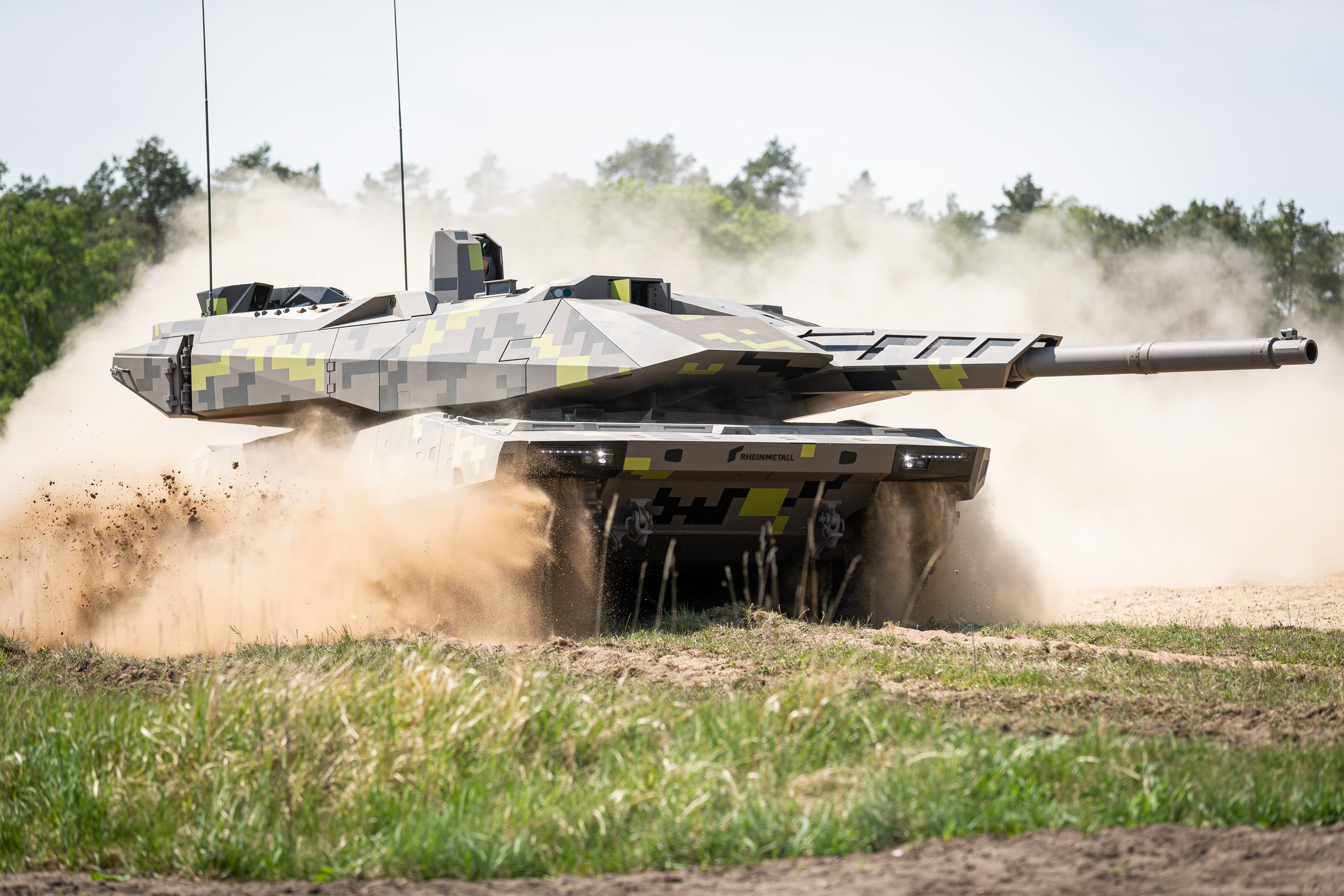
ラインメタル・パンター KF51

KF51 パンターは、ラインメタルが展開するKF（ドイツ語: Kettenfahrzeug、装軌車輌の意）シリーズの一つ。車体はレオパルト2A4をベースにしているが、自動装填式の130mm砲を搭載した新しい砲塔を導入することで、前世代の西側主力戦車からの脱却を目的としている。専任のシステムオペレーターまたは小部隊指揮官のための空間を車内に確保することで、無人プラットフォームとのチーム戦術を促進、重量軽減のためパッシブ防御よりもアクティブな防御システムを優先する。
ラインメタルのアルミン・パッパーガーCEOは、ロシアと戦争中のウクライナにKF51を含む戦車の工場設立についての意向があると発言している
。ただし実現へのハードルは高く、今後の世界ビジネスを視野に入れた観測気球であろうとの見方もある。

### 軋轢
レオパルト2をはじめ、ラインメタルとクラウス＝マッファイ (KMW、現・KNDS) は共同でドイツ軍の陸上装備を多く開発製造してきたが、近年両社の距離は遠ざかりつつある。KMWはレオパルト2の後継を目指す「MGCS」でフランスのネクスターを主要パートナーに定め、ラインメタルもMGCSの主砲などコンポーネント分担に参画しながら独自にKF51を開発している。KNDSはラインメタルを抜け駆けとして非難、さらに車体がレオパルト2のものであることを挙げ、知的財産権の侵害であると攻撃した。これに対しラインメタルは冷戦中レオパルト2のキールに所在した生産ラインを買収した (現在は解体済み) 経緯からA4型以前のレオパルト2については権利を保有していると反論、KNDS側がミュンヘン地裁に法的保護を求める訴えを起こす事態となった。結局、ラインメタル側が引き下がり、KF51の車体はレオパルト2の派生型だが自社陣営で権利を保有するコディアック装甲工兵車ベースに設計を改めるとされた。またMGCS側もラインメタル130mm砲に替えて、2024年にはフランス製の140mm砲「ASCALON」を搭載した新たなコンセプトモデルを発表した。

## 武装
主武装は52口径130mm滑腔砲で、レオパルト2A6/A7に搭載されている55口径120mm滑腔砲と比較して砲口エネルギーが約50%アップしており、射距離も大幅に向上している。砲弾は新設計の砲塔に備えた自動装填装置に20発、砲塔内に10発搭載し、運動エネルギー弾、プログラム入力式空中炸裂弾、演習弾を使用できる。
副武装には主砲同軸で12.7mm重機関銃を装備するほか、オプションでナッター7.62mmRWS、イスラエルのUVisionが開発した徘徊型兵器Hero-120の4連装キャニスター、無人航空機用の発射機を装備できる。

## 防御力
アクティブ防御およびパッシブ防御システムを備え、上空からの脅威に対してはトップアタック防護システム（TAPS）で防御し、急速に煙幕を展開するファストフォグ防護システム、脅威を早期発見して無力化する被照準警報システムなどの防護装置で生存性を向上させることで装甲防御力の強化による重量増加を抑えていると思われる。

## ベトロニクス
NATO規格に基づいて完全にデジタル化された「NGVA」アーキテクチャを介して、射撃統制システムや光学系センサーとネットワーク化されており、追加センサーやエフェクターをシームレスに統合することができる。
ラインメタル社は、全乗員が通信機器や武器システム、センサー、エンジンなどの主要コンポーネントのデータにアクセスすることが可能になり、乗員とKF51が状況確認や射撃戦における主導権を得ることができると説明している。また人工知能の活用により、ハンターキラーモードやキラーキラーモードで遅延なく目標への交戦が可能となる。無人航空機のオペレーター席も用意出来るとしている。

## 発展型
ラインメタル社は将来の能力拡張として、射撃統制システムへの人工知能の統合や砲塔の無人化、完全無人運用(UGV化)を提案している。

## 運用者

### 採用検討国
ハンガリー
2023年12月15日、ラインメタルはハンガリー政府と次世代戦車の共同開発の契約締結を発表。約2億8800万ユーロの契約額で、ハンガリーの国営持株会社であるN7との協力のもと、最初はデモンストレータ車両として、主砲には現行型の55口径120mm滑腔砲に自動装填装置を追加した「パンターKF51 EVO」を開発するという。N7は合弁会社ラインメタル・ハンガリーの49%保有株主で、先に採用されたリンクス歩兵戦闘車のライセンス製造実績がある。

 イタリア
イタリアはアリエテ主力戦車の後継としてレオパルド2A8の採用を考えていたが、技術移転・ライセンス生産に関しKNDSとの交渉が折り合わなかった。代わって2024年10月以後ラインメタルとレオナルド S.p.Aのイタリアにおける戦闘車両開発製造の合弁会社の設立について合意・認可されたことから、アリエテおよびダルド歩兵戦闘車の後継にKF51およびリンクスがベースとなることが有力視される。その後、最大でパンターを380両、リンクスを1000両の調達方針が決定。ラインメタルは、KNDSが認めなかったイタリア国内製造移転と共に、仕様の大幅な「イタリア化」も認め、パンターITには130mm砲ではなく既存と互換性がある新型国産120mm55口径砲が装備される計画である。